# Kostel Nanebevzetí Panny Marie (Kvasice)
Kostel Nanebevzetí Panny Marie v Kvasicích na Kroměřížsku pochází z poloviny 13. století
a od roku 1963 je chráněn jako kulturní památka České republiky.
V roce 1740 byl na náměstí v Kvasicích vysvěcen nově postavený kostel Nanebevzetí Panny Marie a svatého Jana Nepomuckého, který se stal novým farním kostelem, a původní kostel, který bývá kvůli svému umístění též nazýván „hřbitovní“, se stal filiálním kostelem.

## Písemné zmínky o Kvasicích
V listině olomouckého biskupa, která v roce 1141 sepisovala majetek farních kostelů a klášterů, jsou Kvasice zapsány pod kostelem ve Spytihněvi. O sto let později v roce 1248 je jako první písemně doložený majitel Kvasic zmiňován Ondřej z Benešova a Kvasic, který pocházel z rodu Benešovců a připomíná jej zavinutá střela, tzv. odřivous, na mladším z dvojice kamenných svatostánků na severní zdi kněžiště. Tento mladší svatostánek je datován do druhé poloviny 13. století. Třetí písemná zmínka o Kvasicích je z roku 1387 a poukazuje na kvasického faráře Hanuše z Milékovic. Tou dobou již tedy naproti hřbitovního kostela stála původní fara.

## Původ kostela

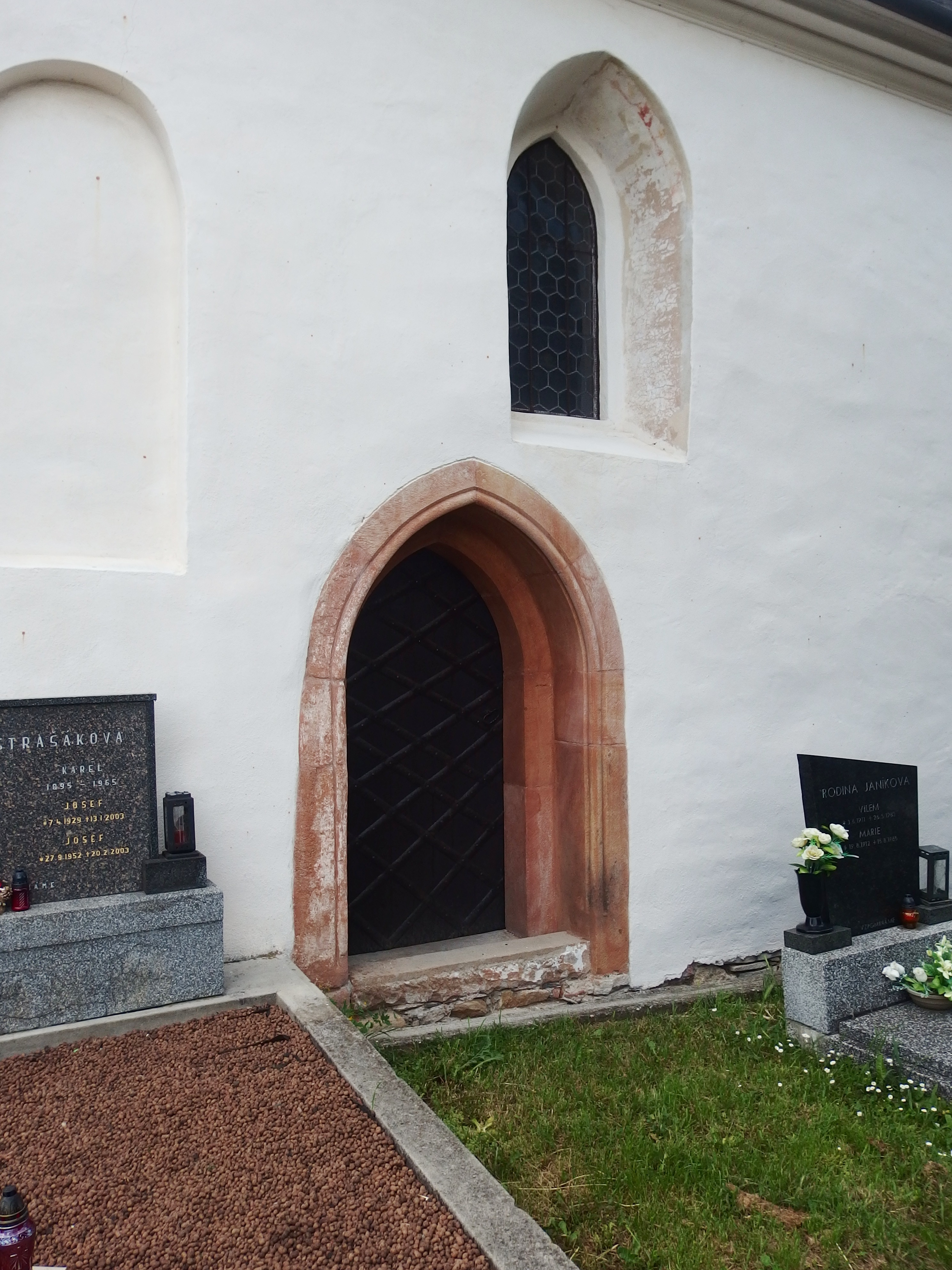
Boční vchod do lodi, gotické okno na místě původního románského okna a zazděný vchod na kůr

Kostel byl vystavěn v polovině 13. století pravděpodobně na místě domnělé nedochované románské kaple. Nedaleko kostela byly při archeologickém průzkumu nalezeny artefakty z doby Slovanů a pravděpodobně již kolem 6. století se v těchto místech pohřbívalo.
Nejstarší částí kostela je jeho loď, která byla původně vystavěna v románském či raném románském slohu, jak dokládá románské okno dochované v původní podobě v severní stěně lodi. Ze stejného období jako severní okno pochází i okno v západní zdi lodi, které bylo později zaslepeno přístavbou věže. Třetí okno je spolu s původním vstupem do kostela umístěno v jižní stěně lodi, ale při pozdějších přestavbách bylo rozšířeno, doplněno lomeným obloukem a vedle něj směrem ke kněžišti bylo vestavěno čtvrté okno s jednoduchou kamennou kružbou.
Již na přelomu 13. a 14. století byl presbytář přestavěn ve stylu rané gotiky,
ozdoben žebrovou klenbou a v kněžišti vedle staršího svatostánku, který je poměrně malý a tvoří jej výklenek vytesaný z jediného kusu kamene, přibyl výše zmíněný mladší svatostánek. Navazujícími úpravami byly vybourání vchodu v západní stěně, který byl osazen kamenným portálem, a přidání výše zmíněného čtvrtého okna s jednoduchou kružbou v jižní stěně.
Další přestavba proběhla za Jana Kužela z Žeravic někdy před rokem 1434. Kromě nutných oprav po poškození kostela husity nechal upravit kněžiště a přistavět sakristii. Jihovýchodní okno kněžiště bylo upraveno do gotické podoby přidáním lomeného oblouku a jednoduché kamenné kružby a z vnější strany bylo kněžiště zpevněno třemi pilíři.

## Přistavění věže

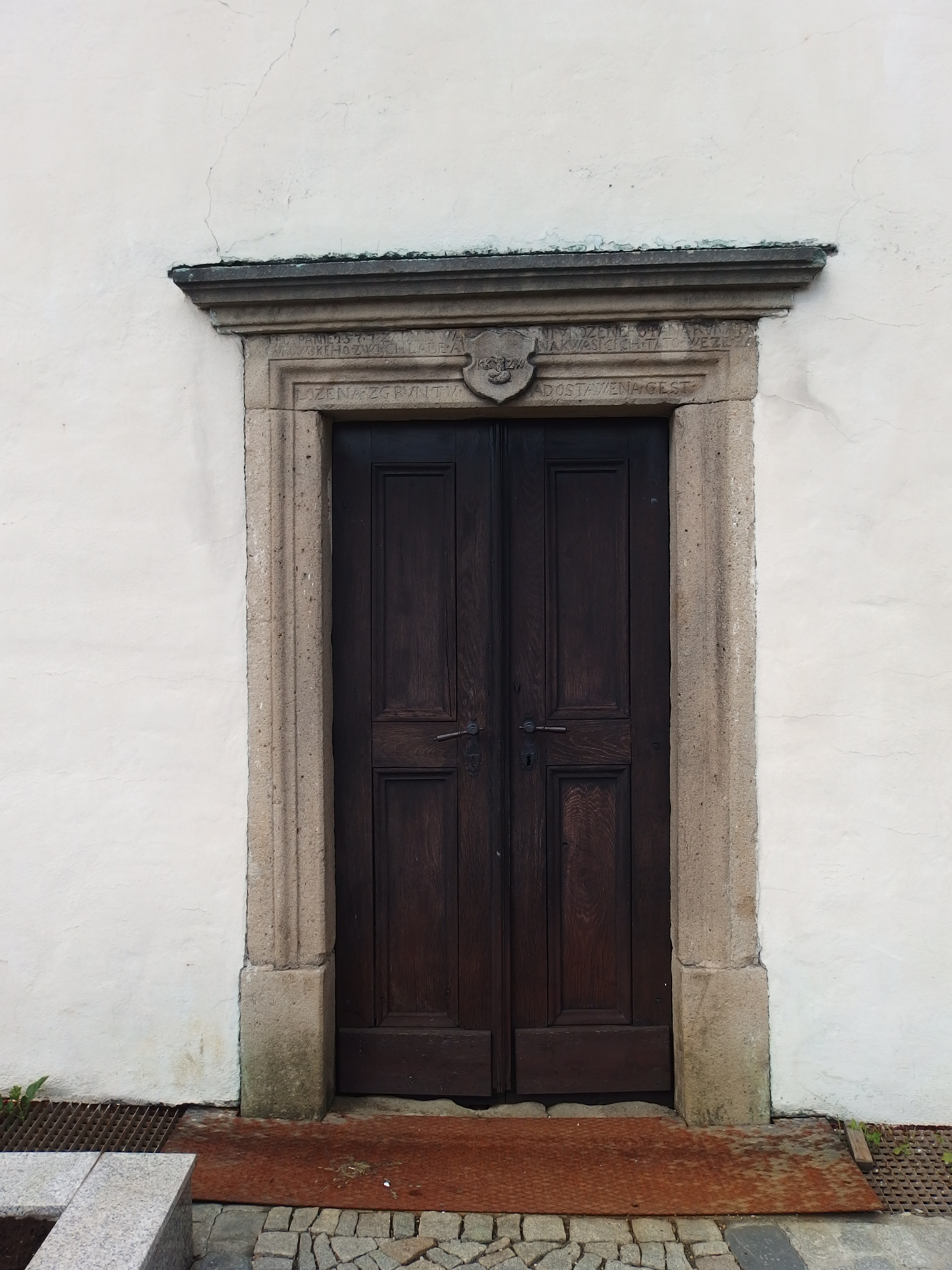
Západní vchod s portálem z roku 1577

Vzhled kostela se zásadně změnil přistavěním věže k západnímu průčelí kostela v době, kdy Kvasice vlastnil Kunata Kurovský z Vrchlabí. Ten Kvasice získal 2. srpna 1574 a již v roce 1577 nechal ke kostelu přistavět třípatrovou věž jako zvonici. Původní západní vchod s portálem spojuje průchozí přízemí věže s lodí kostela. Do přízemí věže se vstupuje novým pravoúhlým portálem, který má na překladu dobový český nápis: „LETA PANIE 1577 ZAPANOWANI VROZENEHO PANA RUNATA KUROWSKEHO Z WRCHLABE A NA KWASICICH TATO WEZE ZALOZENA ZGRVNTV A DOSTAWENA GEST“. Uprostřed překladu je erb Kunata Kurovského s jeho iniciálami „KK ZW“. Některé prameny datují výstavbu věže do roku 1571, snad podle skloněné poslední číslice letopočtu, ale pokud byl Kunata majitelem Kvasic až od roku 1574, musela být věž postavena v roce 1577.

### Zvony
Ve věži kdysi byly 3 zvony, ale v roce 2008 v ní nebyl žádný. Nejstarší a zároveň jediný dochovaný je zvon z roku 1631. Je zasvěcený ke cti svatého kříže a zdobí jej nápis: „TEN TO ZWON GIEST SLIT DIEDINIE EIWANI Z NAKLADEM WSSECZKEI OBCZE A. 1631 ZA F WAWRZIN STUDN PVRM GIAKVBA ZILAKA BARTONIE ZABRANSKYHO IANA HVLECZKY GIRY HOSSTIALA“. Další dva zvony nazvané Marie a Jan byly posvěceny v letech 1667 až 1681, ale za první světové války byly v roce 1916 oba odvezeny do Vídně k přetavení na vojenské účely.

## Přestavba v roce 1867
Za působení faráře Vincence Vaška proběhla rozsáhlá přestavba kostela, která potlačila středověký vzhled kostela. Byla zbourána sakristie a příslušný vstup do kněžiště byl zazděn. Také nejsevernější pilíř podepírající kněžiště byl zbourán. Jižní vstup do kostela byl zazděn a starší západní vstup byl upraven odstraněním druhé roviny kamenných kvádrů, takže z ústupkového portálu vznikl portál jednoduchý. Vnější vstup na kůr vedle jižního vchodu byl také zazděn a venkovní schodiště k němu bylo zbouráno. Všechna okna byla upravena na jednotný rozměr a pro dosažení souměrnosti bylo v severní stěně lodi směrem ke kněžišti vybouráno další okno.
Oltář byl v kněžišti posunut asi o metr dále od lodi a sedilia na jižní straně kněžiště byla zazděna. Původní dřevěný trámový strom lodi byl podbit a omítnut.
Kostel byl poškozen dvěma požáry, první v roce 1743 zachvátil také celé Kvasice kromě zámku a nového kostela a při druhém, který vznikl 14. října 1899, shořel kůr i s varhanami.

## Rekonstrukce ve 20. století

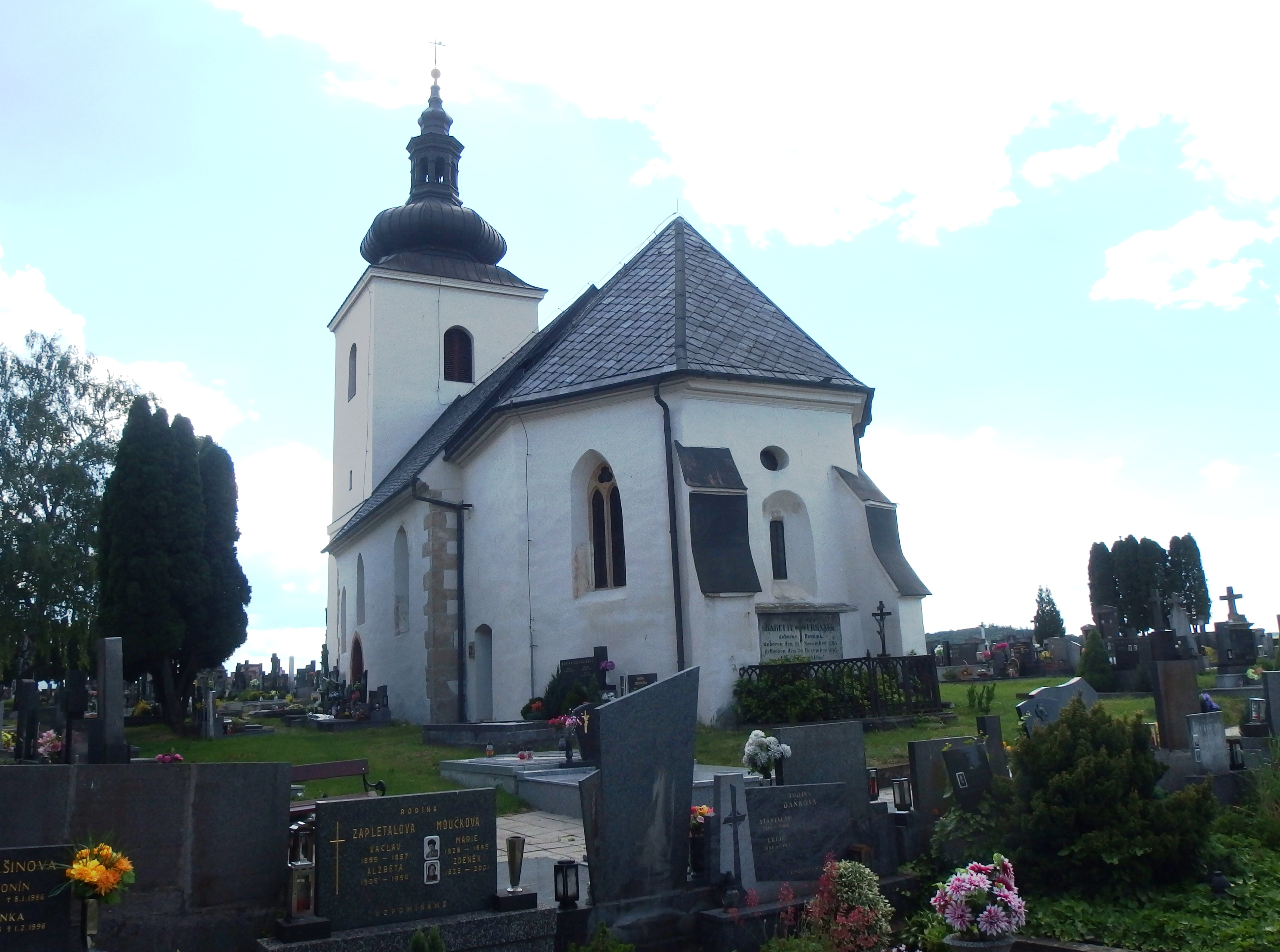
Pohled na kostel z východní strany

V roce 1968 bylo rozhodnuto, že se kostel přestaví na smuteční obřadní síň. Při rekonstrukci byl proveden restaurátorský průzkum, který odhalil nástěnné malby po stranách vítězného oblouku.
Výraznou přestavbou byla rekonstrukce v 90. letech 20. století, která se snažila o navrácení středověkého vzhledu celé stavbě. Při rekonstrukci byl obnoven původní jižní vchod včetně portálu a vchod do tehdejší sakristie. Dále byla obnovena kamenná kružba oken v jižní stěně lodi a jihovýchodní stěně kněžiště. Také všechna ostatní okna byla uvedena byla do podoby před přestavbou v roce 1867. Z vnější strany byla otlučena fasáda a kostel byl omítnut na bílo. Všechny kamenné prvky byly očištěny, a to z vnější i vnitřní strany kostela, včetně žebrové klenby. Podbitý strop lodi byl opět odhalen.
Při zazdívání okna z roku 1867 v severní stěně lodi byla objevena poškozená freska Vraždění neviňátek. Veškerá dostupná malířská výzdoba kostela byla zrestaurována. Oltář byl navrácen do původního vzhledu, ale jeho dřevěná nástavba z roku 1641 byla rozebrána, zrestaurována a dočasně uložena ve farním kostele na náměstí. Nástavba byla vrácena na místo a znovu požehnána 11. srpna 2018.
Při rekonstrukci byly nalezeny a obnoveny i starší gotický svatostánek a sedilia. Kvůli vysoké vlhkosti zdiva byl z vnější strany kostela podél zdí vykopán příkop.